# Glenn Curtiss
Glenn Hammond Curtiss (Hammondsport, 21. svibnja 1878. – Buffalo, 23. srpnja 1930.) bio je američki pionir zrakoplovstva i motociklizma i osnivač američke zrakoplovne industrije. Karijeru je započeo kao biciklistički trkač i graditelj, prije nego što je prešao na motocikle. Već 1904. godine počeo je proizvoditi motore za zračne brodove. Godine 1908. Curtiss se pridružio Udruzi zračnih eksperimenata, pionirskoj istraživačkoj grupi koju je osnovao Alexander Graham Bell u Beinn Bhreaghu u Novoj Škotskoj za izgradnju letećih strojeva.
Curtiss je pobijedio u utrci na prvom svjetskom međunarodnom zračnom susretu u Francuskoj. Njegov doprinos u dizajniranju i izradi zrakoplova doveo je do formiranja tvrtke Curtiss Airplane and Motor Company, koja je danas dio korporacije Curtiss-Wright. Njegova je tvrtka gradila zrakoplove za američku vojsku i mornaricu, a tijekom godina prije Prvog svjetskog rata eksperimenti s hidroavionima doveli su do napretka u pomorskom zrakoplovstvu. U međuratnom razdoblju i tijekom Drugog svjetskog rata, prevladavali su civilni i vojni zrakoplovi Curtiss.

## Rođenje i rana karijera
Glenn Curtiss rođen je u Hammondsportu u regiji Finger Lakes u New Yorku 1878. godine. Njegova majka je bila Lua Curtiss rođena Andrews, a njegov otac Frank Richmond Curtiss, proizvođač konjskih zaprega, koji je stigao u Hammondsport s Glennovim djedom i bakom 1876. godine. Glennovi baka i djed po ocu bili su Claudius G. Curtiss, metodistički episkopalni duhovnik, i Ruth Bramble. Glenn Curtiss imao je mlađu sestru Ruthu Luellu, također rođenu u Hammondsportu.
Iako je imao samo osnovnu školu, njegovo rano zanimanje za mehaniku i izume postalo je očito na njegovom prvom poslu u Eastman Dry Plate and Film Company (kasnije Eastman Kodak Company) u Rochesteru, New York. Izumio je mimeograf kojije kasnije kortišten u tvornici, a kasnije je izgradio osnovni fotoaparat za proučavanje fotografije.

## Brak i obitelj
Curtiss se 7. ožujka 1898. oženio Lenom Pearl Neff (1879. – 1951.), kćerkom Guya L. Neffa i Jenny M. Potter, u Hammondsportu u New Yorku. Imali su dvoje djece: Carltona N. Curtissa (1901. – 1902.) i Glenna Hammonda Curtissa (1912. – 1969.).

## Bicikli i motocikli
Curtiss je započeo karijeru kao Western Union biciklistički glasnik, biciklistički trkač i vlasnik biciklističke trgovine. Godine 1901. zainteresirao se za motocikle kada su motori s unutarnjim izgaranjem postali dostupniji. Godine 1902. Curtiss je započeo proizvodnju motocikala s vlastitim jednocilindričnim motorima. Njegov prvi rasplinjač za motocikl napravljen je od limenke za juhu od rajčice koja sadrži zaslon od gaze kako bi kapilarno povukao benzin prema gore. Godine 1903. postavio je brzinski rekord za motocikle na 103 km/h. Kad je EH Corson iz Hendee Mfg Co (proizvođači indijskih motocikala) posjetio Hammondsport u srpnju 1904., bio je zapanjen time što se cijelo poduzeće motocikala Curtiss nalazilo u stražnjoj sobi skromne "trgovine". Corsonove motocikle upravo su predstavljeni tjedan prije "Hell Rider" Curtiss u trci izdržljivosti od New Yorka do Cambridgea u Marylandu.
Dana 24. siječnja 1907. Curtiss je postavio neslužbeni svjetski rekord od 219.45 km/h, na motociklu Curtiss V-8 (40 KS, 30 kW) vlastitog dizajna i konstrukcije u Ormond Beachu na Floridi. Zračno hlađeni motor s F glavom bio je namijenjen za uporabu u zrakoplovima. Ostao je "najbrži čovjek na svijetu", naslov su mu donijele novine, sve do 1911. a njegov motociklistički rekord nije srušen sve do 1930. Ovaj motocikl je sada u Smithsonian Institution. Curtissov uspjeh na utrkama ojačao je njegovu reputaciju vodećeg proizvođača motocikala i motora visokih performansi.